# 321
| [ Edytuj tabelę ] |                                                 |
| Król Aksum        | - 320 Ezana 360                                 |
| Król Armenii      | - 287 Tiridates III 330                         |
| Władca Guptów     | - 320 Ćandragupta I 330                         |
| Władca Korei      | - 300 Mich’ŏn 331                               |
| Papież            | - 314 Sylwester I 335                           |
| Król Persji       | - 309 Szapur II 379                             |
| Cesarz Rzymu      | - 306 Konstantyn Wielki 337 - 308 Licyniusz 324 |

Rok 321 / CCCXXI
stulecia: III wiek ~
IV wiek ~
V wiek

lata: 311 «
316 «
317 «
318 «
319 «
320 «
321
» 322
» 323
» 324
» 325
» 326
» 331

## Wydarzenia
- 7 marca – edykt cesarza Konstantyna Wielkiego ustanawiający niedzielę (dies Solis) dniem wolnym od pracy w urzędach, a także w rzemiośle i w handlu, natomiast nie zakazywał pracy w rolnictwie. Zarządzenie zmieniało długość tygodnia (do tej chwili obowiązywał tydzień 8 dniowy, tzw. nundinae) i sankcjonowało przyjęty w chrześcijaństwie zwyczaj święcenia pierwszego dnia tygodnia (niedzieli).

## Urodzili się
- Walentynian I, cesarz rzymski